# Savagnin

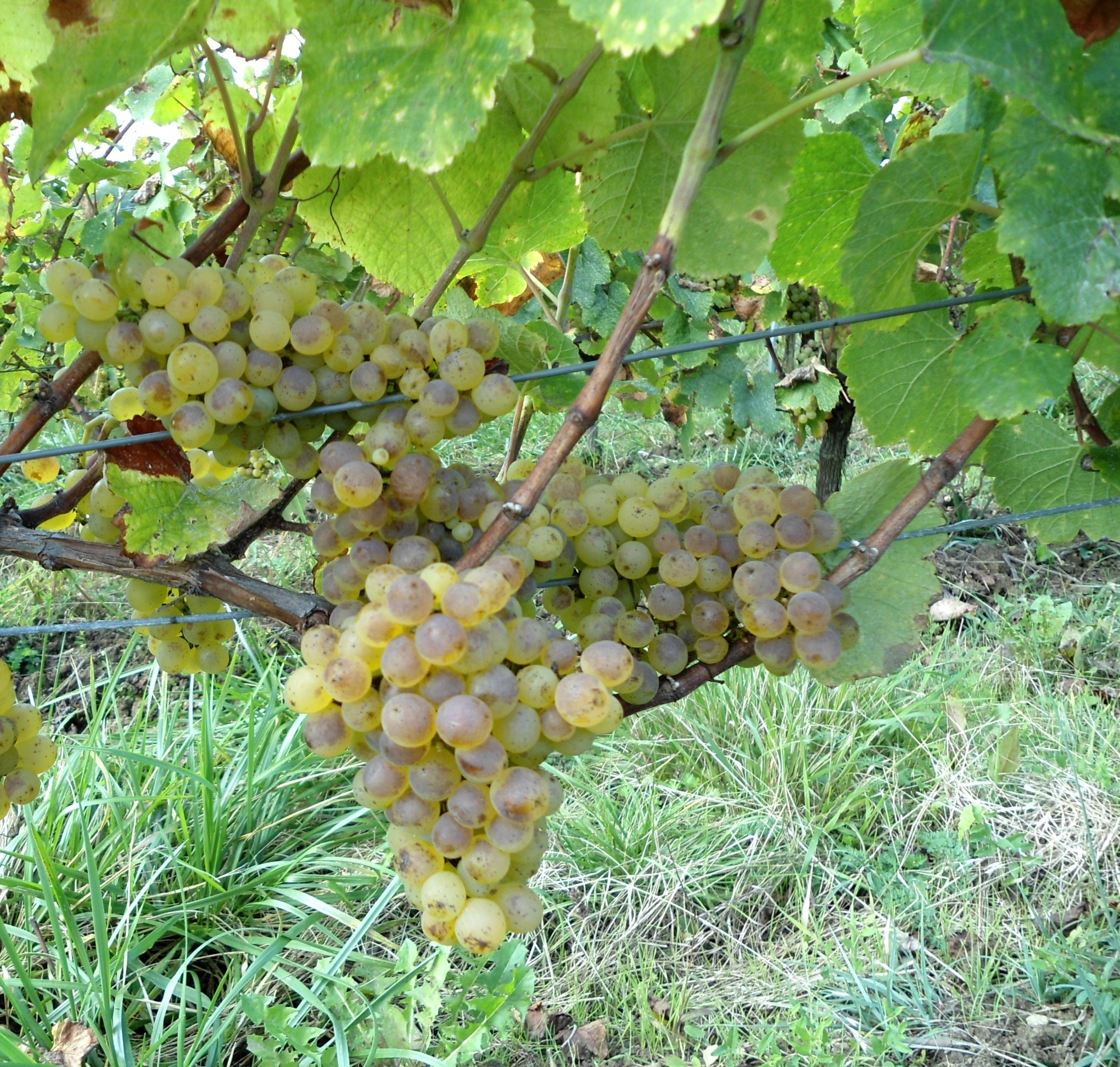
Savagnin-druiven

De Savagnin – ook bekend als Savagnin blanc, Weißer Traminer, Heida of Paien – is een witte druivenvariëteit – verwant aan de Traminer – die vooral in de Jura is aangeplant.
De wijn van deze druif is goudgeel van kleur, soms wat rokerig en met smaken die aan noten, vanille en honing doet denken. Ampelograaf Pierre Galet beweert dat de Savagnin dezelfde druif is als de Traminer die in vroeger jaren in Duitsland, de Elzas, Oostenrijk en Hongarije aangeplant was. De wijn van de in Oostenrijk aangeplante Traminer staat nog steeds bekend om haar karakteristieke aroma en lange levensduur van tot wel 30 jaar, hetgeen ook voor Savagnin geldt.
Wereldwijd is er minder dan 1000 hectare aan wijngaarden met Savagnin-druiven.  In Frankrijk is zo’n 470 hectare met deze druivenstok beplant.
Jaarlijks wordt in de Jura een wijnconcours rondom de Savagnin gehouden.

## Jura
De opbrengst van deze druif is vrij laag en wordt voornamelijk gebruikt voor Vin jaune in de Jura. Omdat het een moeilijke druif is om te verbouwen – plus dat de wijn waarvoor ze gebruikt wordt veel tijd en moeite kost – zal de eindprijs hoog zijn.
Overigens wordt de druif ook wel gebruikt voor de productie van "Crémant du Jura".

## Savoie
Gringet is een typische druif in de Savoie en maakt deel uit van de mousserende wijn van Ayse, een "Vin de Savoie". Hoewel de druif net zo behandeld wordt als de Savagnin is deze er niet aan verwant.

## Elzas
In de Elzas wordt onder de naam “Klevener de Heiligenstein” een wijn verhandeld die gemaakt is van de Savagnin Rose. Mogelijk gaat het hier om een mutatie van de Savagnin.

## Zwitserland
In Zwitserland is de druif bekend als Heida of Païen. Daar wordt zij geteeld in de hoogst gelegen wijngaarden van Europa, die van Visperterminen. Bij elkaar is er 113 ha mee beplant (2014).

## Hongarije
Savagnin wordt in Hongarije "Fromentin" genoemd.

## Australië
Uit onderzoek van het CSIRO (een Australisch wetenschappelijk en industrieel onderzoeksbureau) zou in 2008 hebben aangetoond dat een wijngaard van 150 hectare met de druivensoort Alvarinho in de Australische Barossa Vallei, eigenlijk Savagnin is.

## Synoniemen
Bekend is de Savagnin onder de namen: Adelfranke, Blanc brun, Blanc court, Bon blanc, Christkindeltraube, Dreimaenner, Dreimannen, Dreipfennigholz, Feuille ronde, Fleischweiner, Fourmenteau, Frankisch, Frenschen weiß, Frentsch, Fromenteau, Fromenté, Fromenté blanc, Fromentin, Gelbleder, Gentil Blanc, Gringet, Heida, Heidenwein, Kleinbraun, Marzimmer, Milleran, Naturé, Naturé blanc, Naturé jaune, Naturé vert, Naturel, Noble vert, Paien, Sauvagneux, Sauvagnien, Sauvagnin, Sauvagnon, Sauvagnun, Sauvoignin, Savagnin blanc, Savagnin jaune, Savagnin vert, Savoignin, Servoignier, Servoyen blanc, Tokayer, kleiner Traminer, weißer Traminer, Viclair, Vigne blanche, Vigne du Marechal en Weisskloevner.
De Sauvignon blanc is niet identiek aan de Savagnin en ook niet verwant.